# Edmond Martène
Edmond Martène, francoski benediktinec in zgodovinar, * 22. december 1654, Saint-Jean-de-Losne, † 20. junij 1739, Saint-Germain-des-Prés.
Najbolj je znan po svojem preučevanju zgodovine Cerkve in liturgije.
- De antiquis ecclesiæ ritibus, 1700
- Thesaurus novus anecdotorum, 1717
- Veterum scriptorum et monumentorum historicorum, dogmaticorum, moralium amplissima collectio, 1724

## Dela
- seznam francoskih zgodovinarjev

1. 1 2  data.bnf.fr: platforma za odprte podatke — 2011.
2. 1 2 3 4  Record #13013223q // BnF catalogue général — Paris: BnF.